# Besinele, Kunigal
Besinele là một làng thuộc tehsil Kunigal, huyện Tumkur, bang Karnataka, Ấn Độ.